# Rhomphaea projiciens
Rhomphaea projiciens là một loài nhện trong họ Theridiidae.
Loài này thuộc chi Rhomphaea. Rhomphaea projiciens được Octavius Pickard-Cambridge miêu tả năm 1896.